# Allan Olsen (skuespiller)
 Der er flere personer med dette navn, se Allan Olsen.
Allan Frank Olsen (født 23. marts 1960 i Vangede) er en dansk filmskuespiller. Han er uddannet glarmester og fik sine første filmroller, mens han var i lære.

## Karriere
Olsen debuterede i 1978 i Mig og Charly af Morten Arnfred og spillede også med i efterfølgeren Charly & Steffen. Han er desuden kendt fra filmatiseringen af Klaus Rifbjergs roman Den kroniske uskyld fra 1958. Han fik Bodilprisen for bedste mandlige hovedrolle i 1980 for hovedrollen som Johnny Larsen i filmen af samme navn.
Han har har også spillet teater og revy, blandt andet i Cirkusrevyen i 1989 og 1991 samt i Mogenstrup-revyen. I 1989-1990 medvirkede han i musicalen Kielgasten med bl.a. Kim Larsen.
Allan Olsen levede i en årrække som alkoholiker, og i 1993 vandt han kampen over alkoholen. Han har skrevet tre selvbiografier, heraf en, der specifikt handler om hans alkoholisme.
Han har siden 1995 været gift med Charlotte Breum, de blev gift i Christianskirken i København. I år 1999 adopterede de sammen en dreng fra Vietnam, som de gav navnet Jacob. Allan Olsen har en datter Malou fra et tidligere forhold.

## Udvalgt filmografi
- Slægten (1978)
- Mig og Charly (1978)
- Charly & Steffen (1979)
- Johnny Larsen (1979)
- Lille Virgil og Orla Frøsnapper (1980)
- Felix (1982)
- Forræderne (1983)
- Midt om natten (1984)
- Den kroniske uskyld (1985)
- Jul på Slottet (1986)
- Ballerup Boulevard (1986)
- Time Out (1988)
- Casanova (1990)
- Krummerne 2 - Stakkels Krumme (1992)
- Vildbassen (1994)
- Motello (1998)
- Albert (1998)
- Olsen-bandens sidste stik (1998)
- Klinkevals (1999)
- Juliane (2000)
- Inkasso (2004)
- Far til fire - gi'r aldrig op (2005)
- Krokodillerne (2006)
- Sprængfarlig bombe (2006)
- Karlas kabale (2007)
- Krokodillerne (2008)
- Far til fire - på hjemmebane (2008)
- Karla og Katrine (2009)
- Bølle Bob - Alle tiders helt (2010)
- Ronal Barbaren (2011)
- Noget i luften (2011)